# 田景福 (1928年)
田景福（1928年—2011年7月3日），男，辽宁义县人，中华人民共和国政治人物。

## 生平
1948年，加入中国人民解放军，进入中国医科大学学习，因朝鲜战争提前毕业。1954年初，他从东北调到中央卫生部人事司工作。1957年，因为卷入废除中医争议，下放青海，自学中医。文化大革命结束后，1979年调回北京，曾任卫生部中医司司长。1986年12月，国家中医药管理局成立，田景福出任副局长。2011年7月3日，因病去世。

## 相关
- 废除中医运动